# Сіката Нао
Сіката Нао (яп. 四方 菜穂; нар. 5 листопада 1979, Камакура, Канаґава, Японія) — японська футболістка, захисниця, виступала в збірній Японії.

## Клубна кар'єра
Такахасі народилася 5 листопада 1979 року в місті Камакура. Під час навчання у ВУЗі, у 1995 році, приєдналася до «Ніппон ТВ Белеза». У 2004 році потрапила до Найкращої 11-и Японії. Завершила футбольну кар'єру у 2008 році.

## Кар'єра в збірній
У грудні 2001 року Сіката була викликана до складу національної збірної Японії для виступів на чемпіонаті Азії 2001 року. На цьому турнірі, 4 грудня, вона дебютувала в збірній у поєдинку проти Сінгапуру. Також виступав у Кубку Азії 2006 року. На цьому турнірі зіграв свій останній матч у збірній Японії. З 2001 по 2006 рік виступала у футболці збірної зіграла 8 матчів.

## Досягнення
- Чемпіонат Японії
  -  Чемпіон (7): 2000, 2001, 2002, 2005, 2006, 2007, 2008

## Статистика виступів у збірній
| жіноча національна збірна Японії | жіноча національна збірна Японії | жіноча національна збірна Японії |
| Рік                              | Матчі                            | Голи                             |
| -------------------------------- | -------------------------------- | -------------------------------- |
| 2001                             | 3                                | 0                                |
| 2002                             | 0                                | 0                                |
| 2003                             | 0                                | 0                                |
| 2004                             | 1                                | 0                                |
| 2005                             | 2                                | 0                                |
| 2006                             | 2                                | 0                                |
| Загалом                          | 8                                | 0                                |